# Orličan M-1
Die Orličan M-1 Sokol (Falke) ist ein einsitziges tschechoslowakisches Mehrzweckflugzeug, das für Schul-, Sport-, Reise- und Verbindungszwecke Verwendung fand.

## Geschichte

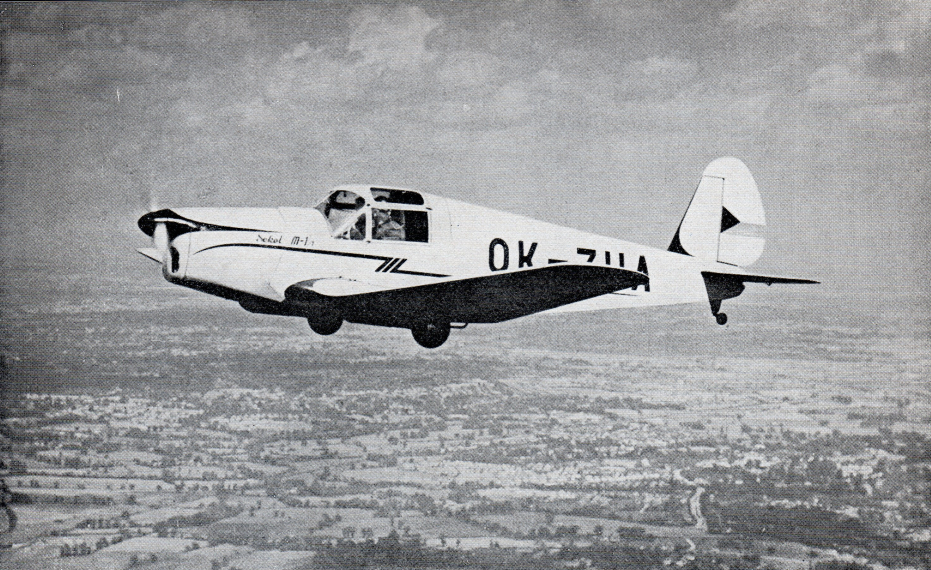
Das Grundmuster M-1A

Das Flugzeug wurde von Zdeněk Rublič kurz nach dem Ende des Zweiten Weltkrieges beim unter der Bezeichnung Orličan verstaatlichten Unternehmen Beneš-Mráz entwickelt, weshalb es auch als Mráz M-1 bezeichnet wird. Als Vorbild diente die deutsche Arado Ar 79. Der zweisitzige Prototyp M-1/1 absolvierte im März 1946 seinen Erstflug. Anschließend begann die Serienproduktion mit einem Triebwerk Walter Minor 4-III unter der Bezeichnung M-1A. Eine als M-1B bezeichnete Variante wurde mit einem 105-PS-Motor ZLAS Toma-4 ausgestattet, aber nicht in Serie gebaut. Mit einem modifizierten Serienexemplar, das geänderte Tragflächen, einen verlängerten Rumpf und einen dritten, hinteren Sitz mit zusätzlichen Seitenfenstern erhalten hatte, wurde im Februar 1947 ein Flug von Prag nach Kapstadt durchgeführt. Dieses diente als Ausgangsmuster für die im gleichen Jahr herausgebrachte und ebenfalls mit einem Walter Minor 4-III versehene M-1C, von der 183 Stück gebaut wurden. Vom 1. April bis zum 28. Mai 1947 führten die beiden Piloten Mlejnecky und Seifert mit einer M-1 einen Langstreckenflug in Etappen von Prag nach Kapstadt und zurück durch. Die zurückgelegte Strecke betrug dabei etwa 33.000 km. 1949 flogen die beiden Schweizer Brunschweiger und Hegeschweiler vom 2. April bis 9. Juli 23.000 km mit einer M-1 von Zürich über Athen, Bombay, Singapur und Brisbane nach Melbourne.
Als Nächstes erschien die M-1D, die im Oktober 1948 erstmals flog und von der 104 Stück produziert wurden. Im Jahr 1953 wurde die M-1D auf der Leipziger Herbstmesse dem Publikum vorgestellt. Von deren Leistung war auch die Gesellschaft für Sport und Technik (GST) der DDR so begeistert, dass sie zwei Exemplare dieses Flugzeugtyps bestellte. Die Maschine mit dem Luftfahrzeugkennzeichen DM-WAP war bis 1967 bei der GST im Einsatz, danach wurde sie abgewrackt. Das Flugzeug mit dem Kennzeichen DM-WAS war ab 1962 bei der NVA im Dienst, danach wurde es von den Mitgliedern des ASV Vorwärts Cottbus wieder funktionstüchtig gemacht und als 5008 verwendet.

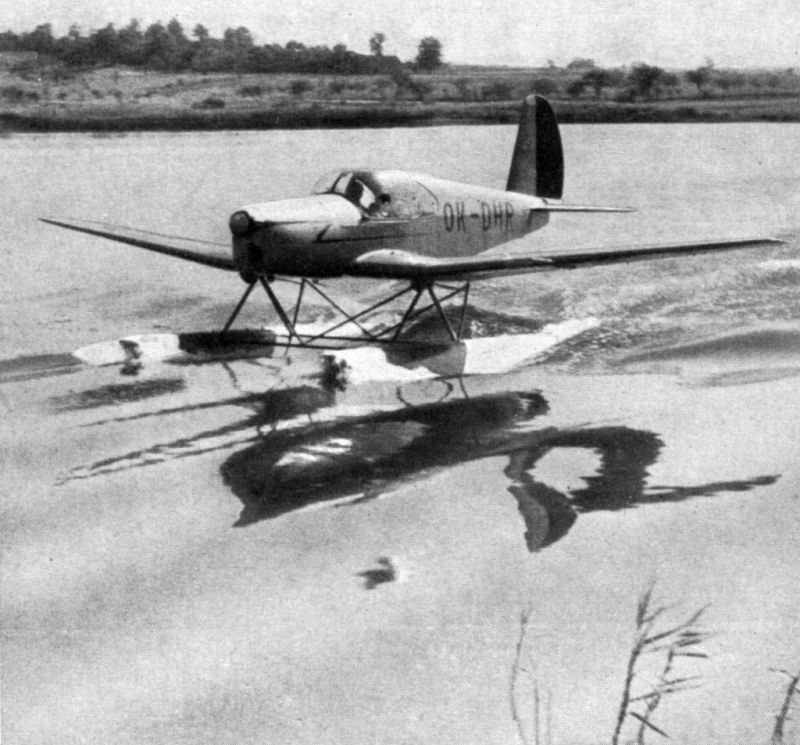
Die M-1E

Die letzte Ausführung bildete die 1949 als Wasserflugzeug mit zwei Schwimmern ausgeführte M-1E, die aber wie die M-1B ein Einzelstück blieb.
Die ägyptischen Luftstreitkräfte setzten die M-1 Sokol unter der Bezeichnung K-63 als Verbindungsflugzeug ein. Das Nachfolgemodell, die Orličan L-40, erschien 1957.

## Technische Daten
| Kenngröße                   | Daten (M-1D) |
| --------------------------- | --- |
| Besatzung                   | 1 |
| Passagiere                  | 1–2 |
| Länge                       | 7,35 m |
| Spannweite                  | 10,00 |
| Höhe                        | 2,20 m |
| Flügelfläche                | 13,8 m² |
| Flügelstreckung             | 7,2 |
| Rüstmasse                   | 465 kg |
| Nutzlast                    | 242 kg |
| max. Startmasse             | 800 kg |
| Antrieb                     | ein 4-Zylinder-Reihenmotor Walter Minor 4-III mit starrer Zweiblatt-Holzluftschraube oder verstellbarer Zweiblatt-Metalluftschraube |
| Startleistung Dauerleistung | 105 PS (77 kW) bei 2500/min 80 PS (59 kW) bei 2300/min                                                                              |
| Verbrauch                   | 24,4 l/h (11,5 l/100 km) |
| Kraftstoffinhalt            | 125 l (93 kg) |
| Höchstgeschwindigkeit       | 240 km/h |
| Reisegeschwindigkeit        | 212 km/h |
| Landegeschwindigkeit        | 75 km/h |
| Mindestgeschwindigkeit      | 62 km/h |
| Steiggeschwindigkeit        | 180 m/min |
| Steigleistung               | 3,3 m/s |
| Steigzeit                   | 5:50 min auf 1000 m Höhe |
| Reichweite                  | 1000 km |
| Dienstgipfelhöhe            | 4800 m |
| Startstrecke                | 190 m |
| Landestrecke                | 170 m |